# Donja Crnuća
Donja Crnuća (Servisch cyrillisch Доња Црнућа) is een plaats in de Servische gemeente Gornji Milanovac. De plaats telt 323 inwoners (2002).